# Hunsinge

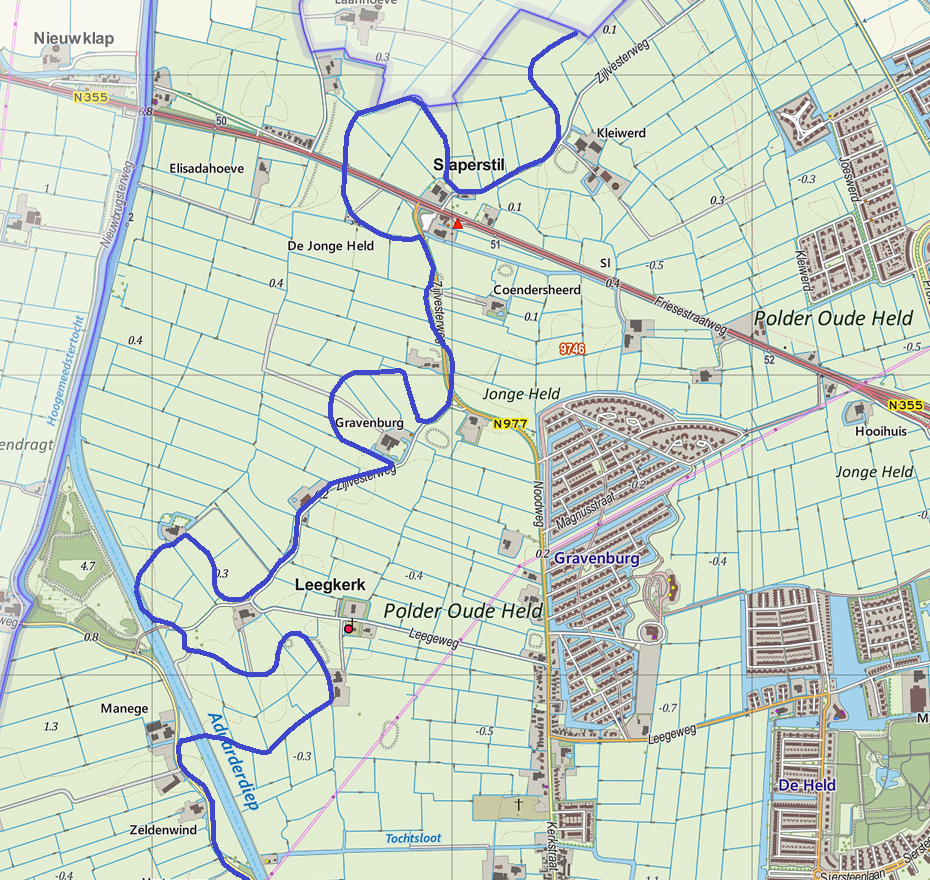
Vermoedelijke vroegere loop van de Hunsinge

De Hunsinge is een vervallen benedenloop van de (mogelijk gehele) rivier Peizerdiep, die ooit uitmondde in het Reitdiep.
De Hunsinge verloor zijn betekenis na de aanleg van het Aduarderdiep in de 15e eeuw. Dat het niet verdween, was omdat het nog diende als afwatering van het gebied Lieuwerderwolde ten westen van het Reitdiep. De meanders zijn nog herkennen bij Leegkerk, rond Slaperstil en ten noorden van de weg naar Dorkwerd. Het riviertje mondde bij Platvoetshuis in het Reitdiep. Op deze plek is in de rivierdijk is nog een laagte waar te nemen.

## Naam
De naam lijkt veel op die van de Hunze, die aan de oostkant van de Hondsrug stroomt en betekent modderige stroom net als bij de Hunze en het Hoerediep. Mogelijk is het Hoendiep zelfs een verbastering van de Hunsinge, die beide op nagenoeg dezelfde plek beginnen. In de wijk De Held (met name het Roege Bos) stroomt ook een water met de naam Hoentocht.

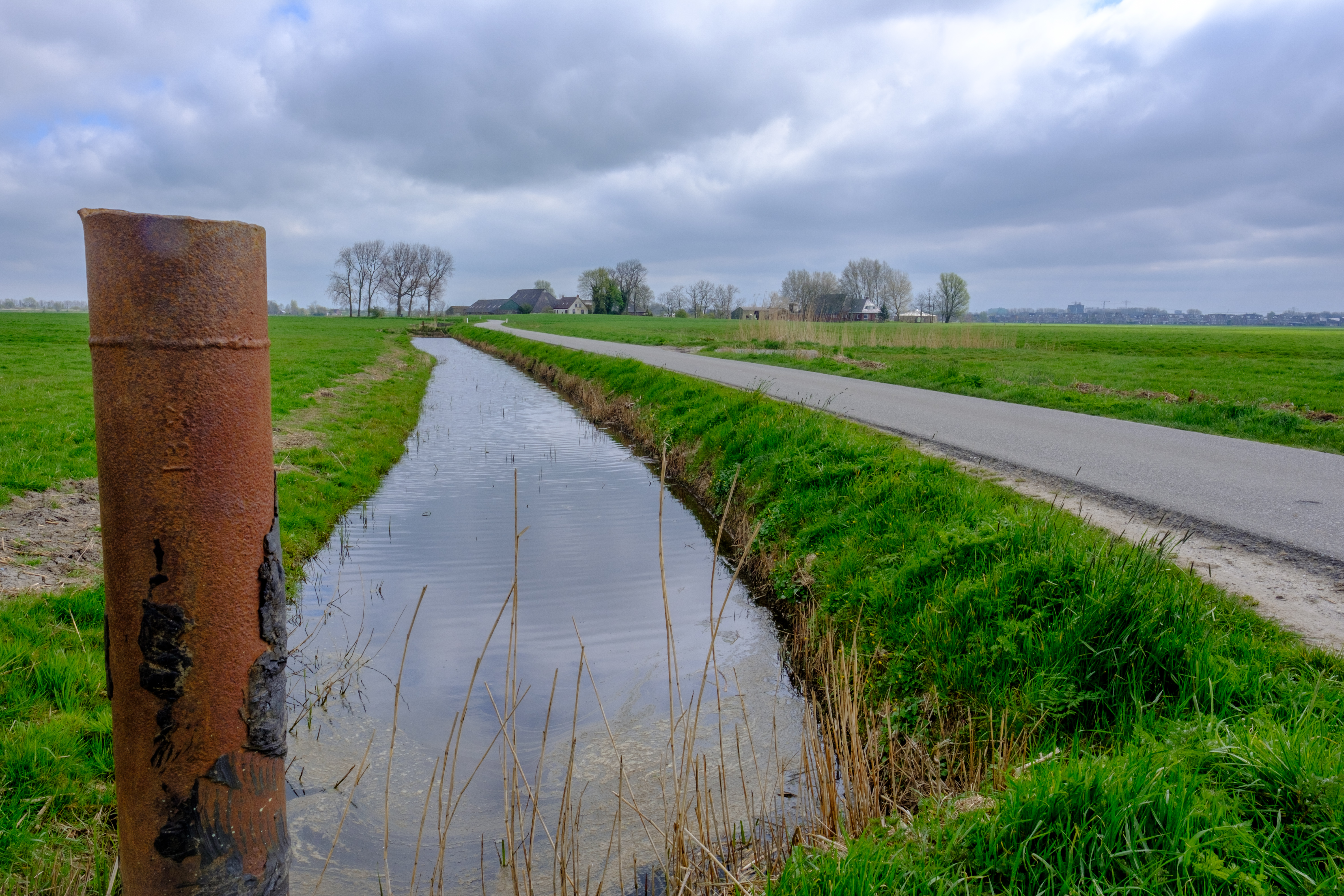
De Hunsinge (voorgrond) met Kleiwerd op de achtergrond gezien vanuit het zuiden vanaf de Zijlsterweg.